# Тихвинский Введенский монастырь
Ти́хвинский Введе́нский монасты́рь — действующий православный женский монастырь, расположенный в городе Тихвине. Основан в 1560 году новгородским архиепископом Пименом, успешно действовал на протяжении нескольких столетий. В 1924 году монастырь был закрыт. Решением Священного синода Русской православной церкви возобновлён 25 января 2009 года.

## История монастыря

### Основание монастыря
Введенский женский монастырь считается «сестрой» Тихвинского Богородичного Успенского монастыря, с которым был основан одновременно, по указу Ивана Грозного от 11 февраля 1560 года новгородским архиепископом Пименом.

«Введенский монастырь всегда имеет неразрывное — духовное отношение с Большим Тихвинским монастырём, составляет с ним как бы одну обитель. Крестные ходы, совершаемые в обители в храмовый праздник введения и на Светлой неделе в Четверг, всегда бывают с иконой Тихвинскою и честными крестами из большого монастыря. Посещение Высочайших Особ Царствующего дома, Архипастырей и других важных лиц после большого монастыря, также бывают и для Введенской обители».

### Досинодальный период
История монастыря становится известной с начала XVII века, когда сюда в 1604 году переселились из Горицкого Воскресенского монастыря инокиня-царица Дария — четвёртая супруга Ивана Грозного, и две её племянницы — княжны Леонида и Александра Григорьевны Гагарины.
Игуменья Дария «местно почиталась в тихвинском в честь Введения во храм Пресв. Богородицы монастыре»
Во время польско-шведской интервенции Введенский монастырь подвергся разорению со стороны литовцев и шведов: по сравнению с Успенским монастырём он был слабо укреплён, что позволило шведским войскам под предводительством Якоба Делагарди в ходе Тихвинской осады занять обитель, расположить здесь свой штаб и, уходя, сжечь все деревянные постройки (14 сентября 1613 года). По преданию, во время нападений неприятельских войск инокиня-царица Дарья со своими сподвижницами «скрывались в глуши непроходимых болот, а по прекращении бедствий, собирались для богослужения и молитвы в полуразрушенную обитель». По другому рассказу, после пожара и до Столбовского мира монахини проживали в землянке на небольшом озере в шести верстах от обители, названном в память о тех событиях «Царицыным». Однако никаких прямых документальных или археологических подтверждений этому нет.
После заключения Столбовского мира начались труды по восстановлению и укреплению обители. В этот период царь Михаил Фёдорович жалует Введенскому монастырю ряд угодий, в обитель поступают пожертвования от царственных особ и частных лиц. После кончины инокини-царицы Дарьи, согласно духовному завещанию, обитель получила её вотчину под Устюжной.

### XVIII век
В 1739—1764 годы для Новгородской епархии было сделано описание обители:

«В том монастыре каменных церквей две, в них престолов пять, из оных церквей под соборною церковью погребов два, у них своды в обоих каменныя, крыты оныя церкви двойным тёсом, главы обиты зубцоватым чешуйчатым гонтом, кресты на оных церквях деревянные, обиты жестью. Колокольня каменная одна, на ней колоколов средних два, малых шесть; из оных малых колоколов один расколот, крыта оная колокольня тесом без глав.

При церкви Рождества Богородицы хлебопекарняя келия каменная одна, к ней приделаны сени с чуланом деревянныя ветхия, крыты дранью. Настоятельницы игумений деревянных келий пять и при них сени одни, чулан один, подвал один, крыты тёсом».
До секуляризационной реформы 1764 года за обителью числились до 1338 душ, 380 десятин пахотной земли и некоторые угодья. В 1764 году монастырь был возведён во второй класс второй степенью.

### XIX век — начало XX века
В конце XIX — начале XX века Введенский монастырь входил в число двенадцати богатейших монастырей Российской империи, с капиталом свыше 100 тыс. руб.
В справочнике «Православные Русские обители» 1910 года имеется следующее описание монастыря:

Храмов два. Главный соборный храм в честь Введения с двумя приделами. На левой стороне собора при входе возвышается гробница царицы Дарьи; над ней горит неугасимая лампада. На правой стороне храма близ иконостаса на аналое хранится несколько ковчегов со святыми мощами. В алтаре близ горнего места находится древняя икона Тихвинской Божией Матери, принадлежавшая царице Дарье. К соборному храму пристроена церковь в честь Рождества Пресв. Богородицы. В ризнице хранится несколько замечательных рукописей XVII и XVIII веков, между прочим и духовное завещание царицы Дарии. В монастыре введён строгий устав. К числу непременных обязанностей инокинь относится неусыпное чтение Псалтири с поминовением о здравии и упокоении благотворителей обители.

По свидетельству современников, в начале XX века обитель находилась «в цветущем состоянии» и отличалась «многолюдством и благоустроенностью внешней и внутренней».

### Советский период
После революции 1917 года власти разместили в монастыре детскую колонию и целый ряд нецерковных учреждений. Сёстры обители некоторое время находились в монастырских зданиях вместе со вселившимися туда новыми поселенцами. В 1929 году монастырь был окончательно закрыт; игумения Иоанникия осталась жить в Тихвине и была расстреляна в ходе большого террора.
Собор превратили в спортивный зал, в притворе разместили раздевалки, а в алтаре устроили баню, душ и туалет.
В конце 1980-х годов монастырь решили реставрировать: в документах КГИОП Ленинградской области имеются разработки проектных предложений по реставрации архитектурного ансамбля Тихвинского Введенского девичьего монастыря от 1988 года с указанием противоаварийных работ на 1990 года, однако они проведены не были.

### Современное состояние монастыря

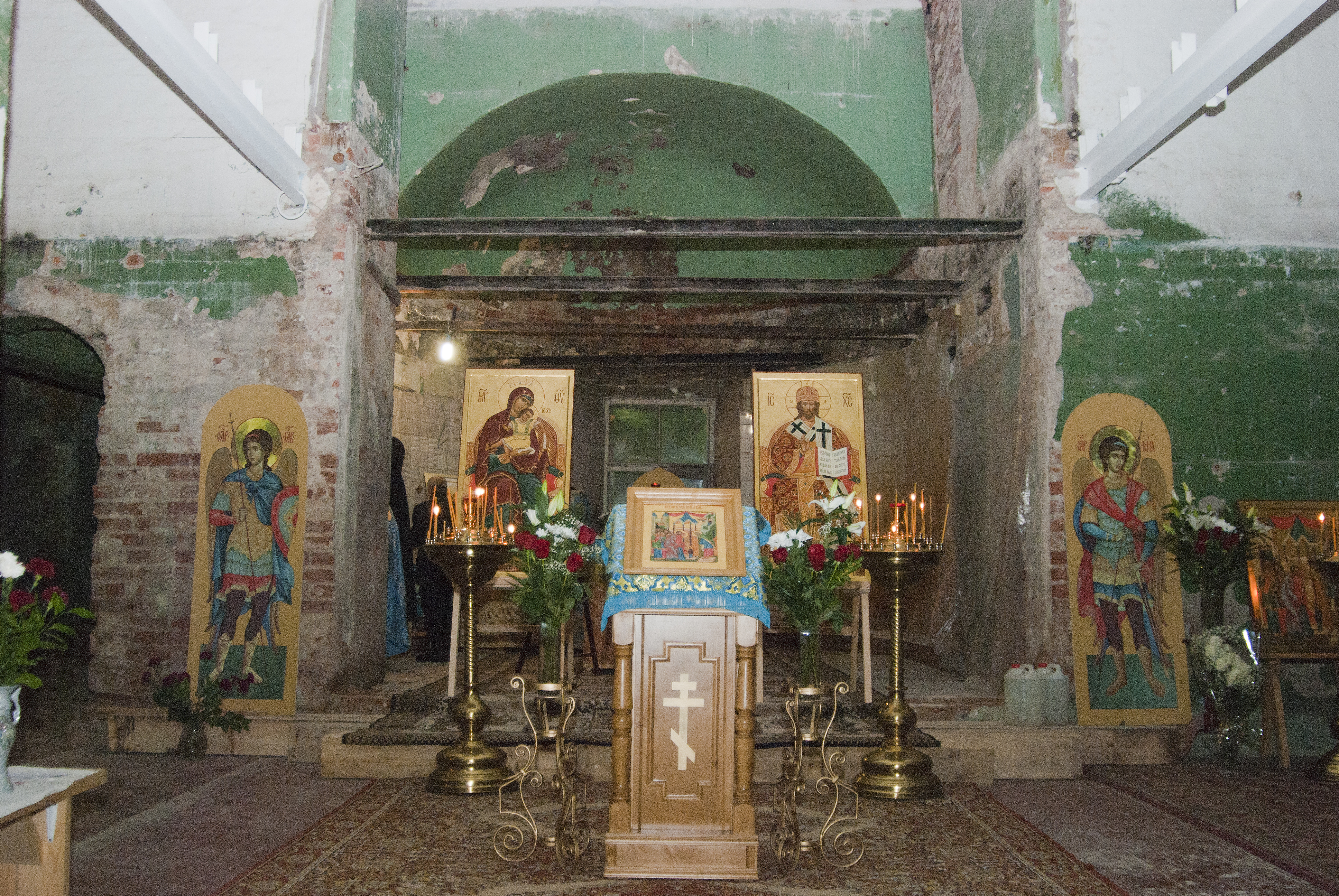
Современный интерьер Введенского собора (XVII в.), Тихвинского Введенского монастыря. 4 декабря 2012 года

С весны 2005 года началось возрождение Тихвинского Введенского монастыря.
По благословению настоятеля Тихвинского Успенского монастыря игумена Евфимия (Шашорина) создана и зарегистрирована автономная некоммерческая организация (АНО) «Возрождение Введенского девичьего монастыря», которую возглавляла Л. Б. Большакова (ныне монахиня Анфиса).
10 апреля 2005 года в надвратной церкви Введенского монастыря состоялся первый молебен. Молебен служил иерей Сергий Ремизов.
25 декабря 2009 года принято решение Священного Синода Русской Православной Церкви об открытии Тихвинского Введенского женского монастыря.
Настоятельницей монастыря назначена монахиня Тавифа (Фёдорова).
29 сентября 2011 года настоятельница Введенского монастыря монахиня Тавифа (Фёдорова) возведена в игуменское достоинство.
На начало восстановительных работ в монастыре здания на его территории не находились в собственности Церкви. Монахини были вынуждены арендовать помещения и служить в отсутствие отопления. До января 2012 года во Введенском соборе располагалась школа единоборств, на месте алтаря — сауна; в игуменском корпусе — клуб восточных единоборств. Основная часть деревянных построек снесена из-за их аварийного состояния. В аварийном состоянии находится Собор Рождества Пресвятой Богородицы. Большая часть монастырской кирпичной ограды — разрушена.
С 2009 года в монастыре возобновлено регулярное Богослужение.
В восстановительных работах участвуют трудники и православные миряне, приезжающие в монастырь на послушание (в том числе в рамках проекта «Тихвин. Прикоснись к святыне»).
14 октября 2017 года, в праздник Покрова Пресвятой Богородицы, согласно решению Священного Синода Русской Православной Церкви, старшая монахиня Тихвинского Введенского женского монастыря Павла (Васюкова) была возведена в сан игуменьи обители.

## Здания и сооружения монастыря
1. Храм Введения Богородицы с приделами Святителя Николая и Преподобного Кирилла Белозерского (1645 год)
2. Надвратный храм с колокольней (1645 год) святых великомученицы Екатерины и мученицы Царицы Августы. (Перестройка и реконструкция 1834—1836 гг.) архитектор И. И. Шарлемань. В начале XX века, колокольня содержала 9 колоколов, самый большой весил 2,5 тонны, второй по величине (1280 кг) отлит в 1652 году[17]
3. Церковь Рождества Пресвятой Богородицы, трапезный храм, (1645 год), архитектор П. Баранов
4. Игуменский корпус
5. Монашеский корпус («Леушинский»)
6. Жилые дома (2 деревянных и 1 каменный)
7. Каменная ограда (сохранилась фрагментарно; невысокая, с четырьмя башнями на углах)[18]
8. Каменная часовня (не сохранилась; напротив колокольни, через городскую улицу)[18]
9. Двухэтажный деревянный дом («в нескольких шагах от монастырской колокольни на городской улице», сдавался в аренду)[19]

## Скиты монастыря
Свято-Троицкий скит Тихвинского Введенского женского монастыря располагается в деревне Сенно Бокситогорского района Ленинградской области.

## Настоятельницы
1. Евпраксия — 1608 г.
2. (Дария (Колтовская), царица-инокиня — предположительно)[20]
3. Агафия (упом. 1613 и в духовной грамоте Дарии (Колтовской), датированной 31 марта 1626)
4. Еврония — 1632 г.
5. Евраиса — 1656 г.
6. Платонида (княжна Гагарина), племянница Игуменьи Дарии — 1642
7. Платонида — 1669 г.
8. Измарагда — 1675 г.
9. Марфа — определена в мае 1675 г. и уволена на покой 16 августа того же года
10. Таисия — 1677 г.
11. Евдоксия — 1678 г.
12. Параскева — 1686 г.
13. Евдоксия — 1691 г. (вторично)
14. Юлиания — 1692 г.
15. Еврония — 1696 г.
16. Евдоксия — 1700 г.
17. Капитолина — 1703 г.
18. Еврония — 1705 г. (вторично)
19. Ольга — 1722 г.
20. Дорофея — 1738 год[21].
21. Александра — 1743 г.
22. Ельпидифора — уволена на покой 12 марта 1761 г.
23. Нимфодора — переведена из Сыркова монастыря (1761); уволена на покой
24. Наталия — переведена из Десятинского монастыря; в 1780 г. уволена на покой
25. Максимилла — упоминается в 1787 г.[22]
26. Мария († 1805)
27. Таисия (Чертова) (1805—1823) из дворян, бывшая казначея этого монастыря
28. Августа (Свешникова) (1823 — 21 февраля 1858) из Новгородского Зверина монастыря
29. Серафима (Тимковская) (1858—1876) из дворян
30. Рафаила (Варнот) (14 октября 1876 — 18 ноября 1900) из дворян
31. Аполлинария (Владыкина) (1901 — 14 мая 1918)
32. Иоанникия (Кожевникова) (1918—1929) канонизирована в 2002 году[23]
33. Тавифа (Фёдорова) (25 декабря 2009 — 5 апреля 2017)
34. Павла (Васюкова) (с 5 апреля 2017)

## Память
2 декабря 2007 года, у входа в Введенский монастырь, был установлен мемориальный поклонный Крест «Тихвинская Голгофа», в честь Собора тихвинских новомучеников и исповедников.

## Интересные факты
- Введенский монастырь стал местом ссылки Аграфены Петровны Волконской (1728 г.), Прасковьи Григорьевны Юсуповой (1730 г.), Евдокии Андреевны Ганнибал[25].
- В Веденском монастыре был крещён Николай Андреевич Римский-Корсаков: «27 апреля 1844 года в Тихвинском Введенском монастыре крестили сына действительного статского советника Андрея Петровича Римского-Корсакова и его супруги Софьи Васильевны и нарекли младенца Николаем»[26]. Сейчас на территории монастыря располагается архив музея им. Н. А. Римского-Корсакова.
- 19 июня 1859 года монастырь посетил император Александр II. Государь посетил Введенский собор и настоятельские кельи. В память о своем посещении император прислал в обитель блестящие священнические облачения, золотой крест для Игумении из кабинета Его Величества, превосходные четки из разноцветных камней с алмазными украшениями для Казначеи монастыря — монахини Софии[27].
- Во время настоятельства игумении Серафимы в 1861 году в монастырь поступила Мария Солопова (из дворянского рода Солоповых), призванная к монашеству видением Тихвинского образа Богоматери. На протяжении многих, около 10 лет, выполняла своё послушание, а также обучала детей в монастырской школе. Во Введенском монастыре 13 мая 1870 года послушница Мария приняла иноческий постриг с именем Аркадия. Будущая настоятельница Леушинского монастыря Игумения Таисия назвала Введенский Тихвинский монастырь «своей монастырской колыбелью»[28].
- При Игуменье Рафаиле во Введенском монастыре был открыт приют для девочек-сирот в память о чудесном спасении императора Александра III и его семьи во время крушения поезда близ станции Борки 17 октября 1888 года. При открытии в приют было принято 12 девочек, а к 1914 году насчитывалось уже 23 воспитанницы.
- Монастырь посещали сестры Лохвицкие: Надежда (Тэффи) и Мария (Мирра), приезжавшие из Петербурга к своему дяде — тихвинскому купцу второй гильдии, городскому голове Иосифу Владимировичу Лохвицкому, похороненному около Введенского собора. 23 августа 1892 года, во Введенском соборе состоялось венчание Марии Александровны Лохвицкой и выпускника юридического факультета императорского Санкт-Петербургского университета Евгения Эрнестовича Жибера.
- Три издания выдержал рассказ о сновидении послушницы Введенского монастыря Феклы, в котором она попала в загробный мир[29].